# العوسج (مسلسل)
العوسج هو مسلسل من إنتاج مؤسسة هيا للإنتاج الفني عرض عام  1997 من تأليف الأردني غسان نزال واخراج كل من،نجدة إسماعيل أنزور وهو مأخوذ عن رواية تركية.

## قصة العمل
فانتازيا تاريخـية تتناول مرحلة سيطر فيها «الاغوات» الاقطاعيون في عهد الأتراك على مقدرات الأمور في مناطقهم بما فيها ارواح الناس ومارسوا عدوانيتهم دون حدود.صمم الأزياء خبير ازياء تاريخية فرنسي اسـمه جان بيير دليفـر لتصميم ملابس الممثلين. ووضع له الموسيقى التصويرية أسامة الرحباني . في حين صمم الديكور الدكتور احمد معلا من سورية. وشارك فيه من الممثلين العرب
وقد كتب الشاعر اللبناني طلال حيدر قصائد خاصة بالعمل غناها ايلي شويري.

## مكان تصوير العمل
صور في سورية في مناطق من ريف اللاذقية

## الممثلون
- أسعد فضة في دور   (عبيد أغا)
- سلمى المصري في دور (فاطمة (أم عمران)
- زهير عبد الكريم (موسى الأعرج)
- بيار داغر (عمران)
- مها الصالح (روز - زوجة عبيد أغا)
- عبد الرحمن أبو القاسم (أبو أسعد - والد شمس)
- مروان فرحات(جبار)
- نجاح سفكوني (العريف رجب)
- صباح عبيد(العم صالح)
- سوزان الصالح  (أم أسعد - والدة شمس)
- دارينا الجندي
- قاسم ملحو (زكريا)
- زيناتي قدسية
- ياسر عبد اللطيف (جندي)
- عمر صباعي (الطفل).